# أغسطس يوحنا
أغسطس يوحنا (بالإنجليزية: Augustus John) (و. 1878 – 1961 م) هو رسام، ونمّاش من المملكة المتحدة، وويلز، ولد في تينبي، وكان عضوًا في الأكاديمية الملكية للفنون (1928–1938)، توفي عن عمر يناهز 83 عاماً.

## سيرة
ولد جون في تينبي، بيمبروكشاير، لأب يدعى إدوين ويليام جون وهو محامٍ وليزي، ولأم تدعى أوغوستا سميث، لكنها توفيت عندما كان جون في السادسة من عمره، وهو الابن الأصغر والثالث من بين أربعة أطفال. استطاعت الأم قبل وفاتها من غرس حب الرسم في كل من جون وأخته الكبرى جوين. عندما بلغ جون سن السابعة عشر التحق لفترة وجيزة بمدرسة تينبي للفنون، وبعدها غادر ويلز متوجهاً إلى لندن ليدرس في كلية سلايد للفنون الجميلة ‏ (حتى 1894).

## جوائز
حصل على جوائز منها:
- نيشان الاستحقاق.

## روابط خارجية
- أغسطس يوحنا على موقع الموسوعة البريطانية (الإنجليزية)
- أغسطس يوحنا على موقع مونزينجر (الألمانية)
- أغسطس يوحنا على موقع ديسكوغز (الإنجليزية)